# Salvador García-Ruiz
Salvador García-Ruiz (Santa Perpetua de Moguda, 1976) es un economista catalán. Consejero delegado del diario Ara desde 2013.

## Biografía
Licenciado en Economía por la Universidad Pompeu Fabra (UPF) y máster en Administración de empresas (MBA) por la Universidad de Nueva York, su experiencia incluye la consultoría en McKinsey & Company, la banca de inversión en Goldman Sachs y la banca comercial en Caixa Manresa. Es el cofundador del Colectivo Emma, que trabaja para difundir a los medios de comunicación internacionales la situación política en Cataluña.
Es profesor asociado de la Facultad de Ciencias Económicas y Empresariales de la Universidad Pompeu Fabra y director ejecutivo de Ara. Antes de su incorporación en el periódico Ara, fue director de Investigación y Conocimiento de la Fundació Catalunya - La Pedrera. García-Ruiz es también coautor, junto con David Boronat, del libro Catalunya Last Call: Propostes per tornar a fer enlairar el país ().